# Дворец Молодёжи (Екатеринбург)
Дворе́ц Молодёжи — учреждение дополнительного образования в Екатеринбурге. Здание находится на площади Коммунаров, построено в 1973 году по проекту Г. И. Белянкина, получившего в 1974 году за эту работу премию Совета Министров СССР.

## История

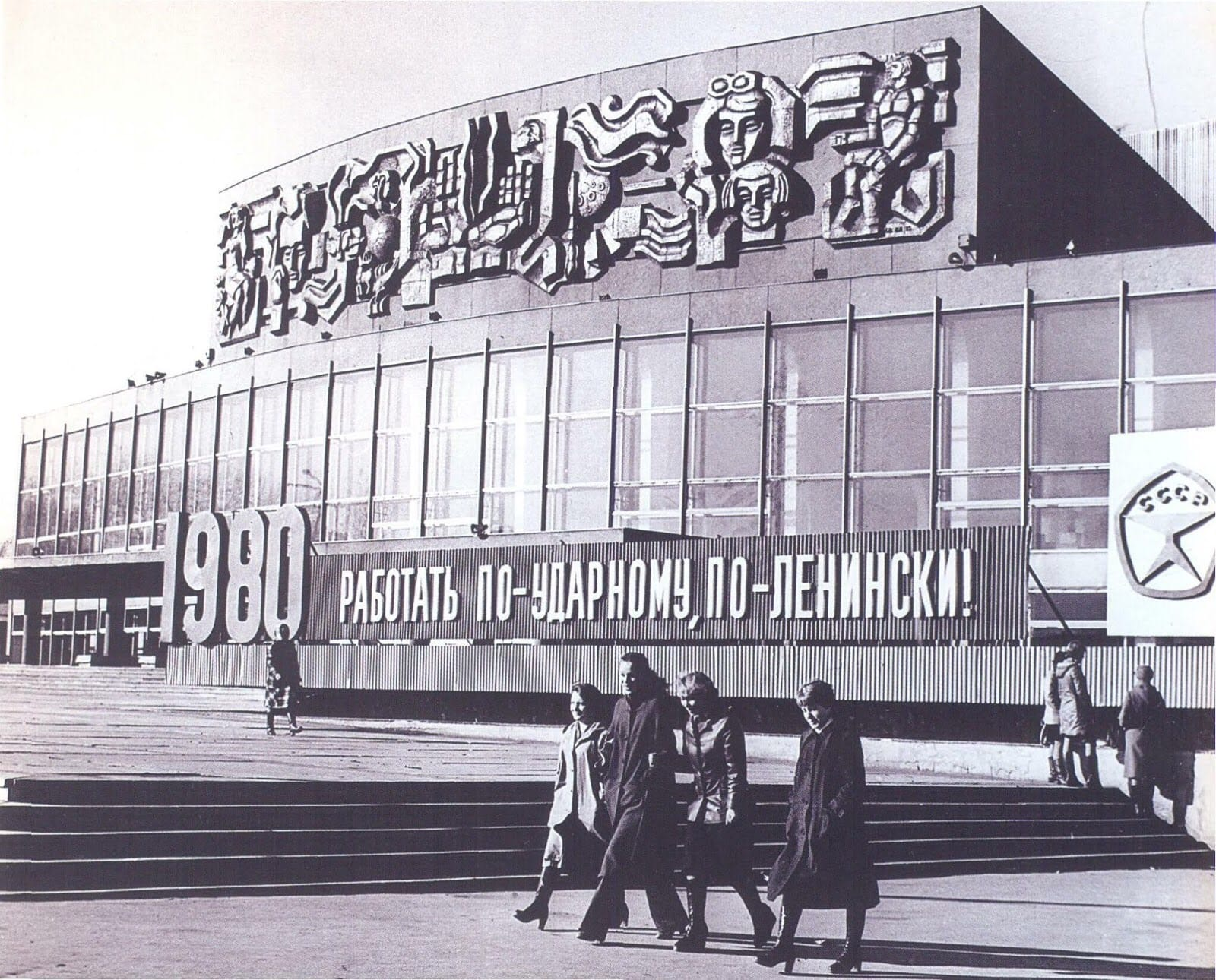
Дворец молодёжи в 1980 году

Идея создания Дворца молодёжи в Свердловске появилась в середине 1950-х годов. Инициатива была поддержана городскими и партийными властями, но в Генеральном плане развития города место под строительство не было предусмотрено. Площадка под строительство была выбрана на месте закрытого в 1960 году после визита Н. С. Хрущёва в Свердловск ипподрома, существовавшего с 1884 года. Хрущёв сделал замечание партийным руководителям о том, что «конные бега, скачки, ставки на тотализаторе являются ничем иным, как пережитком капиталистического прошлого, оскорбляющим своим присутствием славный трудовой город». Проектированием здания Дворца молодёжи занимался главный архитектор города Г. И. Белянкин. Сразу после начала строительства работы были приостановлены из-за недостатка финансирования.
В 1970-е годы строительство начал курировать Центральный комитет комсомола, руководителем строительства был назначен Леонард Израилович Брук, ставший впоследствии первым руководителем Дворца молодёжи. Строительство продолжалось почти три года силами Свердловскгражданстроя с привлечением комсомольско-молодёжных строительных бригад с вузов и предприятий Свердловска и других городов. Открытие Дворца состоялось 19 ноября 1973 года.
В 1970-е годы основными направлениями деятельности Дворца молодёжи стали выставки технического творчества, спортивные и музыкальные секции, концерты и фестивали, студенческие конкурсы. Также в здании функционировал плавательный бассейн. На базе Дворца был сформирован ансамбль народного танца под руководством А. П. Поличкина, в 1976 году был создан вокально-инструментальный ансамбль «Алёнушка», оркестр баянистов.
Весной 1981 года во Дворце прошла встреча Б. Н. Ельцина, возглавлявшего тогда Свердловский обком партии, со студентами и преподавателями вузов города. Позднее, 15 февраля 1991 года, в этом же зале Ельцин объявил о старте своей президентской кампании.
В конце 1980-х — начале 1990-х годов вследствие общего упадка в экономике Дворец молодёжи утратил свои прежние позиции. 8 сентября 1989 года на заседании съезда депутатов, проходившего во Дворце, состоялось последнее выступление А. Д. Сахарова. В память об этом событии на фасаде со стороны ул. Московской установлена мемориальная доска.
В 1995 году к Дворцу были присоединены станции юных техников, натуралистов, туристов и краеведов, а также спортивная детско-юношеская школа олимпийского резерва.
В 2016 году выходящий на проспект Ленина фасад был отреставрирован по эскизам Геннадия Белянкина. Были заменены массивные стеклянные витражи, каждый из которых имеет высоту 5,5 метров и весит 1100 кг.
С 2011 года обсуждаются варианты реконструкции и расширения здания.

## Структура
По состоянию на 2021 год, в структуру Дворца входят:
- 3 детских технопарка «Кванториум»: в Екатеринбурге, Первоуральске и Верхней Пышме;
- политехническое, физкультурно-спортивное, художественно-эстетическое, туристско-краеведческое отделения;
- 2 центра цифрового образования в Екатеринбурге;
- Региональный модельный центр, центр социально-педагогических проектов, медиацентр, информационно-аналитический центр, а также центр инновационного и гуманитарного образования.

## Архитектура
Фасад здания украшен алюминиевым чеканным фризом и горельефами авторства художника-монументалиста А. А. Калашникова. В центре изображён огонь, символизирующий энергию и созидание, слева и справа — молодые люди с атрибутами разных профессий. Среди них находится портрет Г. И. Белянкина. Главное фойе здания украшено панно из смальты, крупными люстрами в виде звёзд и мраморными полами. За проектирование Дворца молодёжи Белянкин в 1974 году был награждён премией Совета Министров СССР.

## Галерея

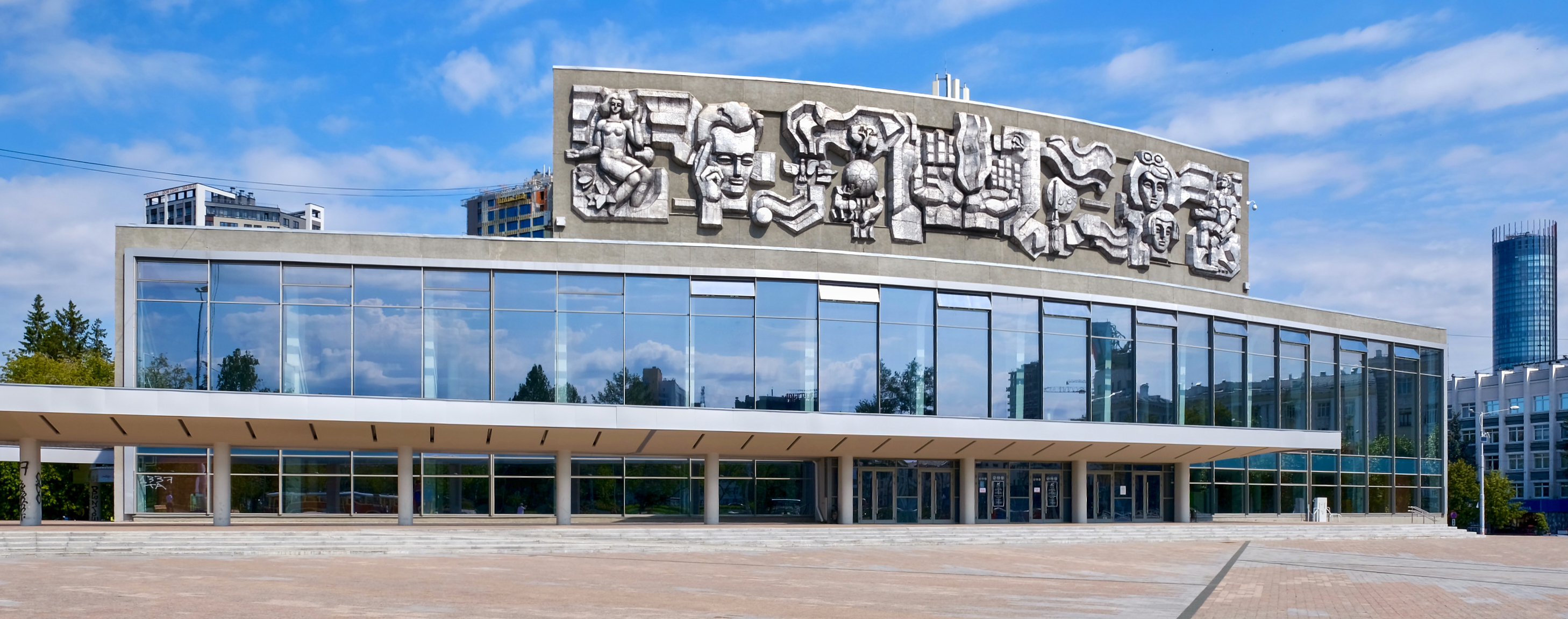
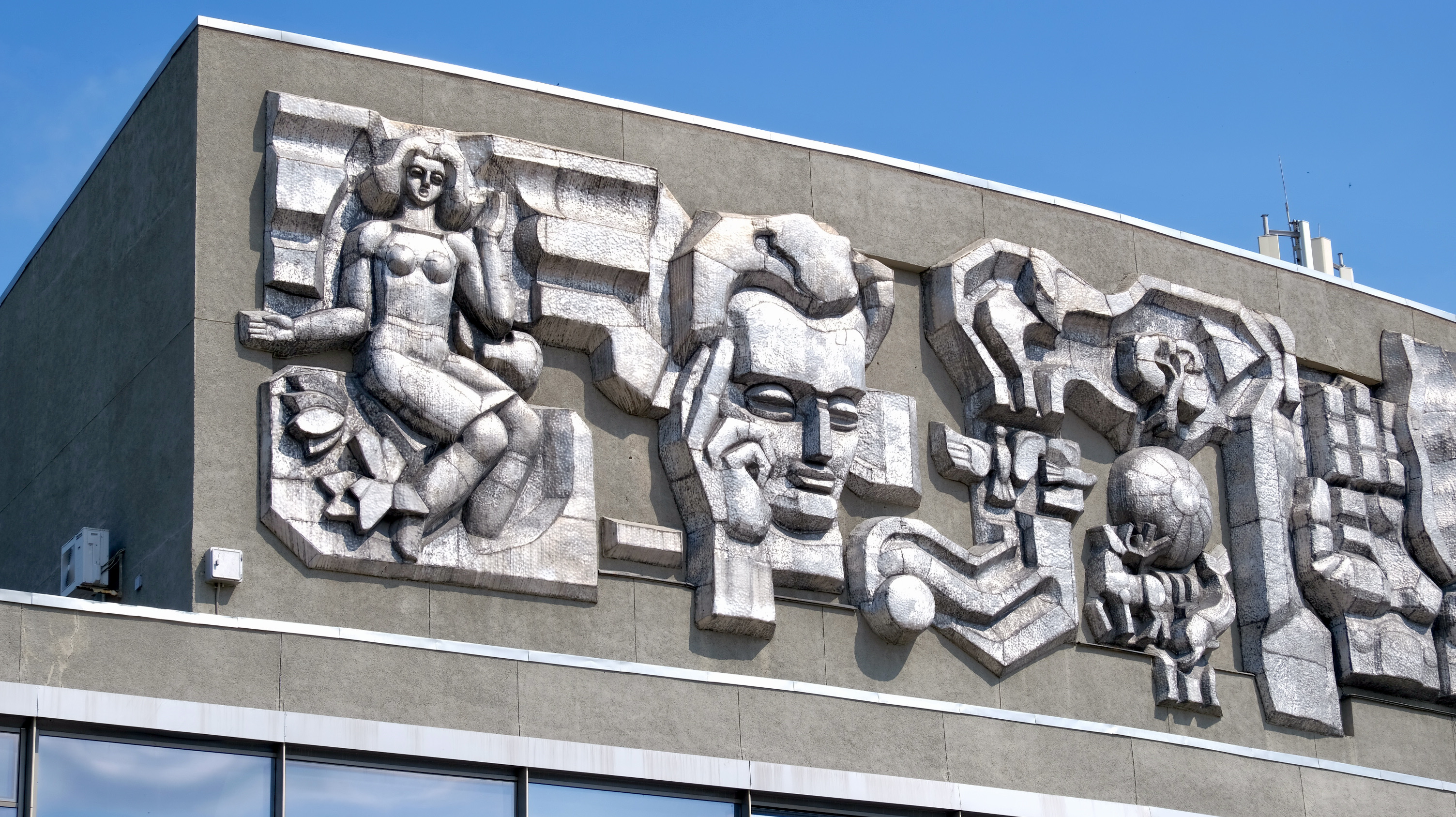
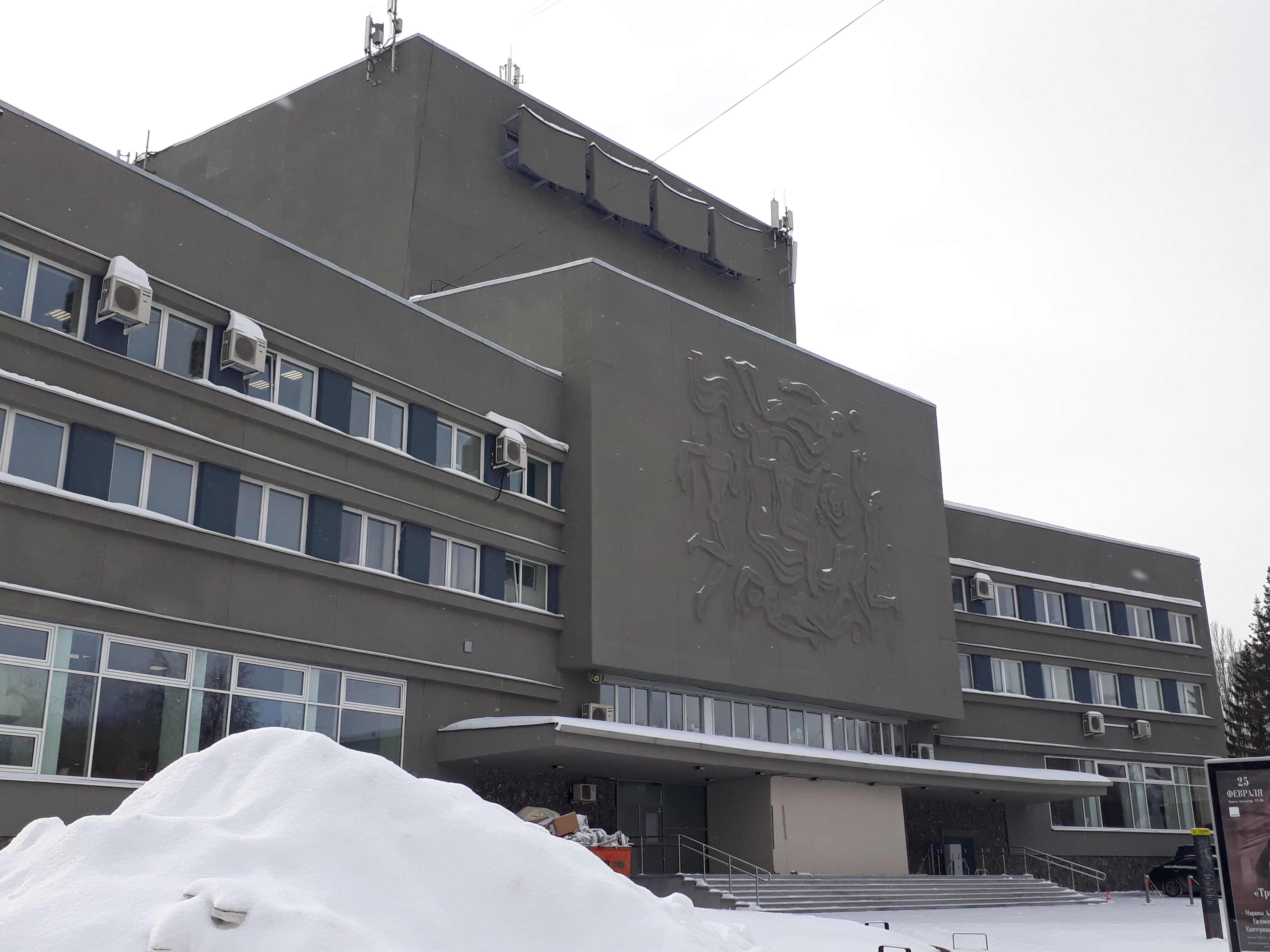
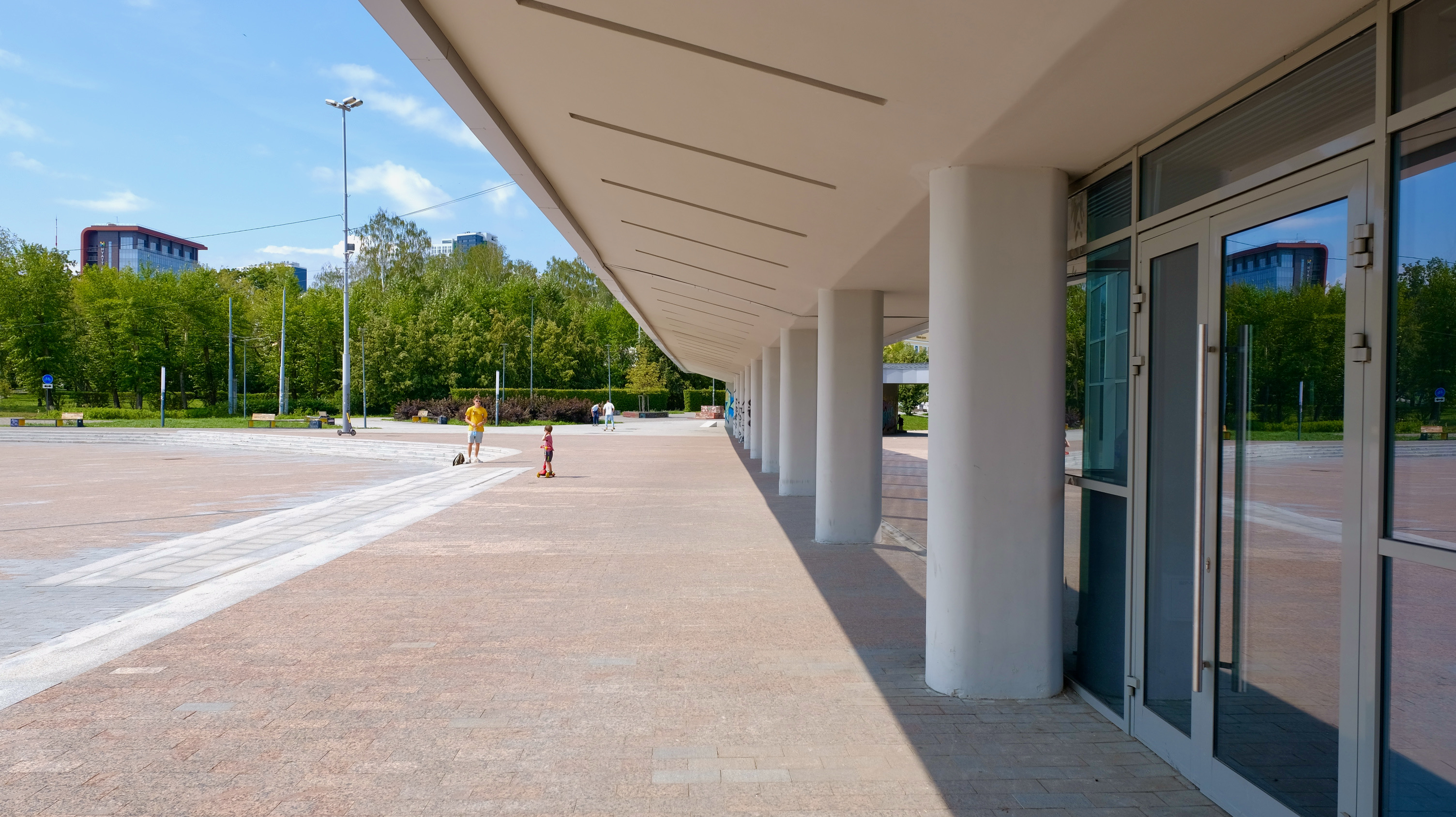
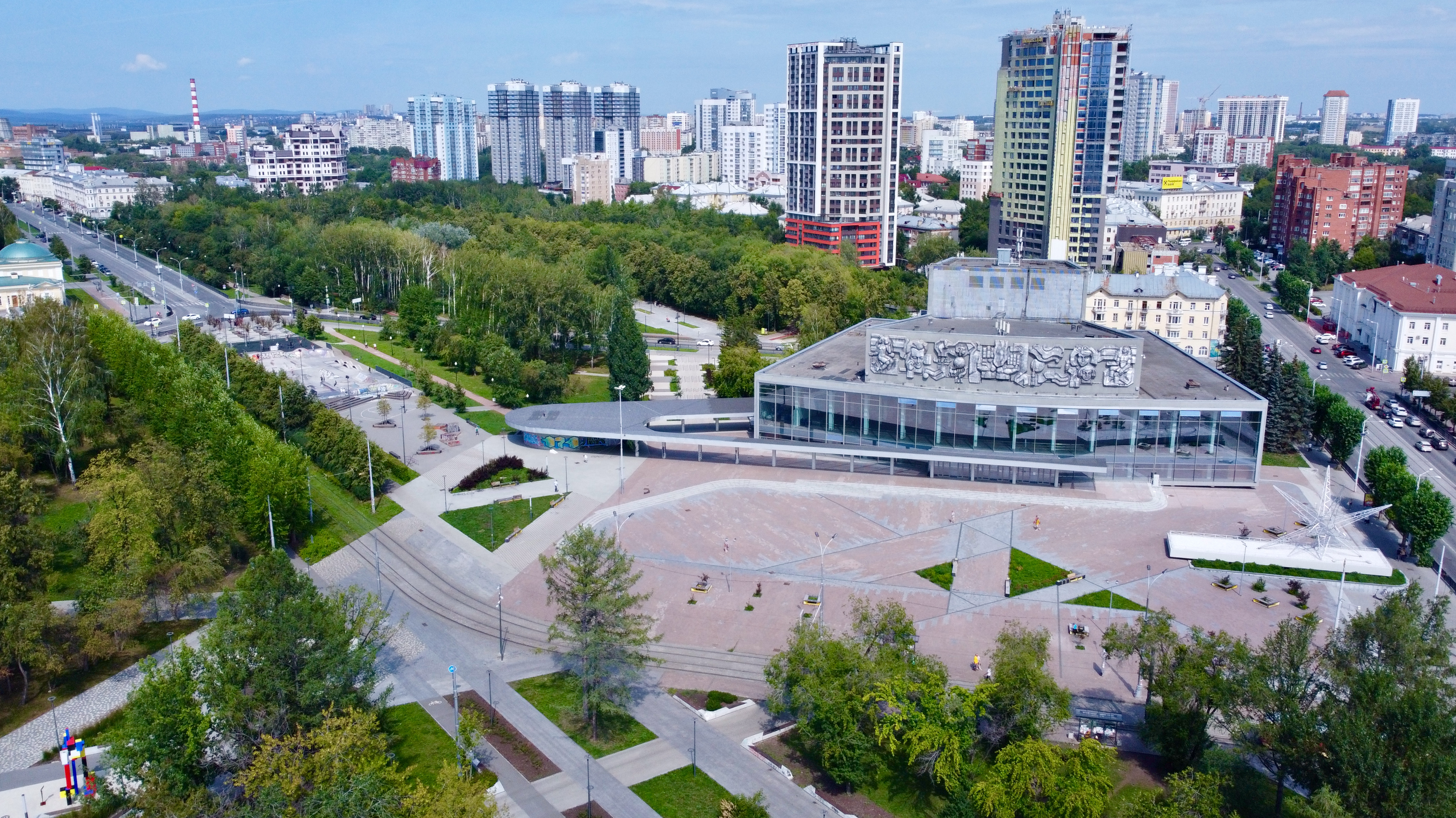
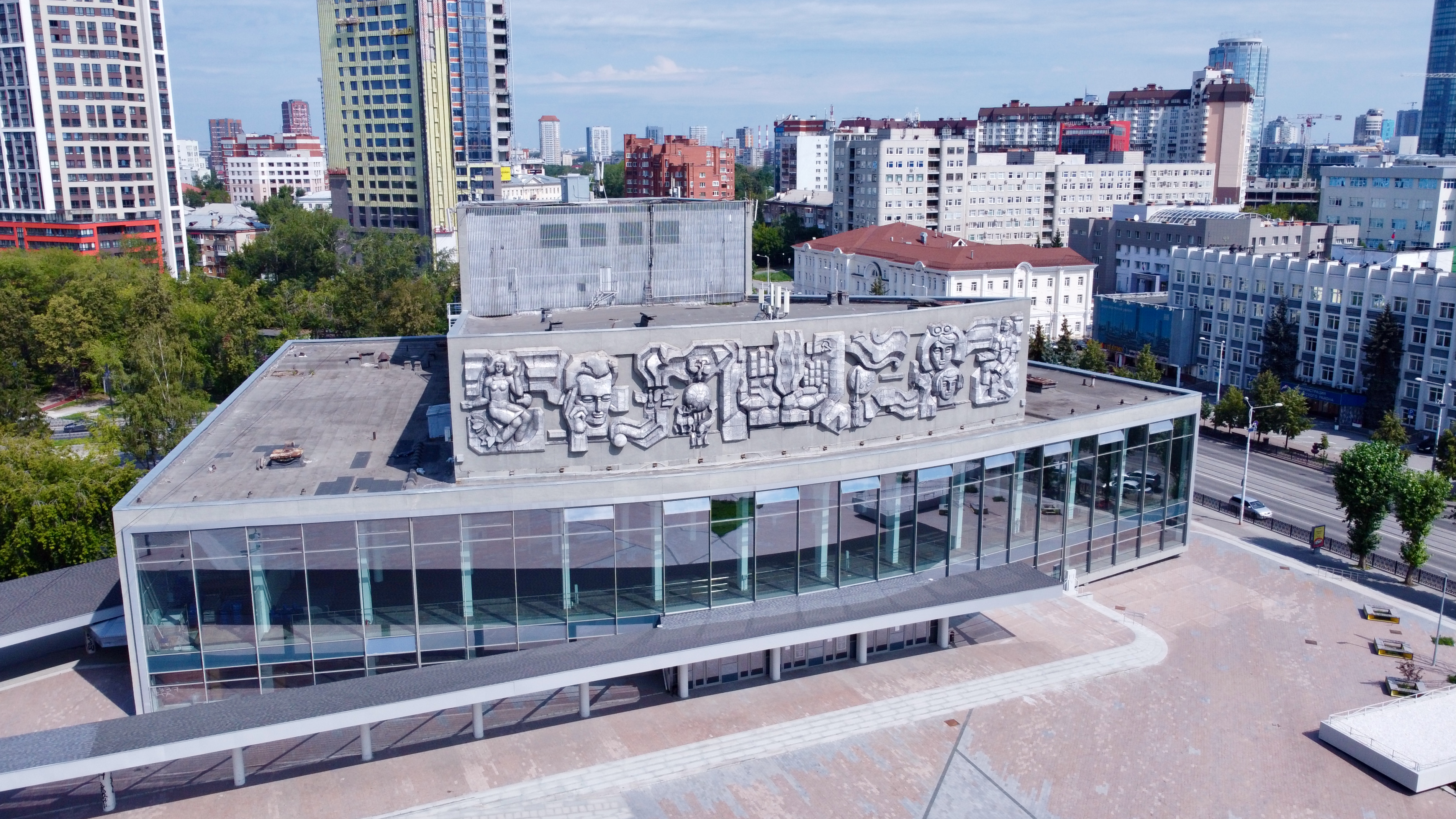